# Casa Gabarró (Sant Sadurní d'Anoia)
La Casa Gabarró és una obra eclèctica de Sant Sadurní d'Anoia (Alt Penedès) inclosa a l'Inventari del Patrimoni Arquitectònic de Catalunya.

## Descripció
Edifici entre mitgeres d'una crugia, amb planta baixa, dos pisos i terrat. La façana presenta una composició simètrica. Hi ha utilització d'elements d'inspiració clàssica (pilastres, frontons, cornises, cartel·les...). L'obra és una mostra de l'arquitectura eclèctica del carrer.

## Història
La Casa Gabarró està situada al tram superior del carrer de la Diputació, un dels eixos de l'eixample vuitcentista de Sant Sadurní. Aquest sector correspon a una primera etapa de construccions relacionada amb l'arribada del ferrocarril el 1865 i amb la construcció de la carretera de Sant Boi a La Llacuna el 1883. El projecte inicial de la Casa Gabarró, conservat a l'arxiu de l'Ajuntament de Sant Sadurní d'Anoia i signat pels mestres d'obres Jaume Vizcarri, data del 6 de juny del 1884. El 19 de juny del mateix any fou aprovada l'obra. La construcció fou encarregada per Ramon Gabarró.